# Pelinor
Pelinor est un roi guanche des îles Canaries du Menceyato de Adeje à Tenerife.
Avec les menceyes de Abona et de Güímar, Pelinor négocia la paix vers 1490 avec Pedro de Vera, gouverneur de Grande Canarie. Elle fut ratifiée par Alonso Fernández de Lugo au début de la conquête de Tenerife en 1494. Après la victoire espagnole en 1496, il fut le seul mencey survivant à ne pas être emmené à la cour des Rois catholiques.
Pelinor est mort vers 1505.

## Autres rois de Tenerife

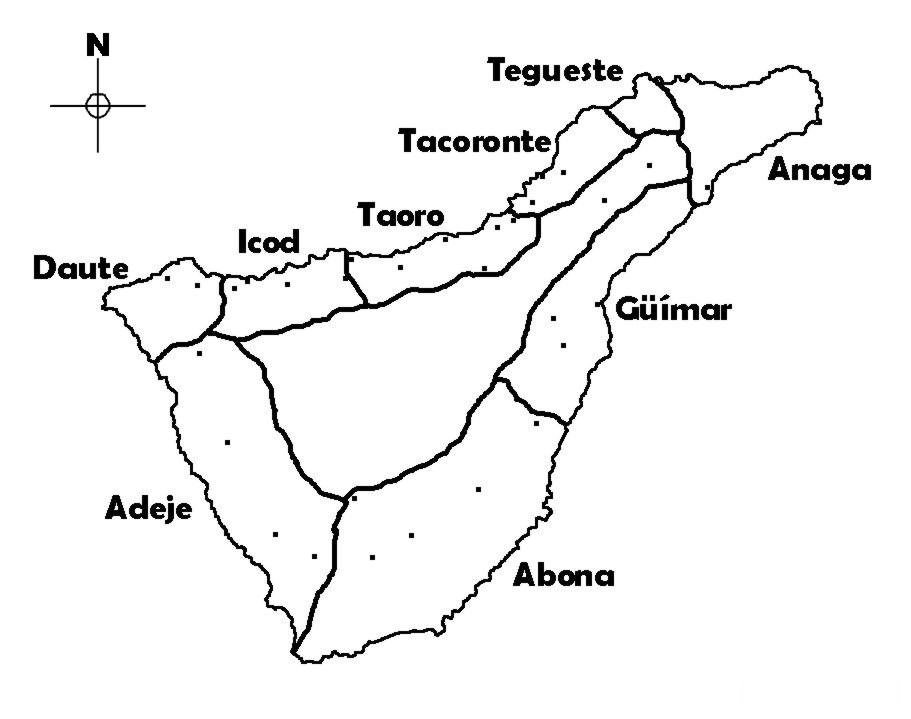
Menceyatos de Tenerife

Cent ans avant la conquête, Tinerfe régnait sur toute l'île unifiée de Tenerife.
À l'époque de la conquête espagnole, l'île de Tenerife comptait 8 autres menceyes :
- Acaimo : (Menceyato de Tacoronte).
- Adjoña : (Menceyato de Abona).
- Añaterve : (Menceyato de Güímar).
- Bencomo : (Menceyato de Taoro) - puis Bentor, à la mort de Bencomo.
- Beneharo : (Menceyato de Anaga).
- Pelicar : (Menceyato de Icod).
- Romen : (Menceyato de Daute).
- Tegueste : (Menceyato de Tegueste).